# لیپنیک (منطقه تربیچ)
لیپنیک (به چکی: Lipník) یک منطقهٔ مسکونی در جمهوری چک است که در منطقه تربیچ واقع شده‌است.
 لیپنیک ۵٫۱۴ کیلومتر مربع مساحت و ۳۳۴ نفر جمعیت دارد و ۴۸۲ متر بالاتر از سطح دریا واقع شده‌است.